# Cheznovice
Cheznovice (en allemand : Hesnowitz) est une commune du district de Rokycany, dans la région de Plzeň, en République tchèque. Sa population s'élevait à 725 habitants en 2021.

## Géographie
Cheznovice se trouve à 15 km à l'est-nord-est de Rokycany, à 30 km à l'est-nord-est de Plzeň et à 58 km au sud-ouest de Prague.
La commune est limitée par Kařízek au nord, par Olešná à l'est et au sud, et par Mýto à l'ouest.

## Histoire
La première mention écrite du village date de 1379.

## Galerie

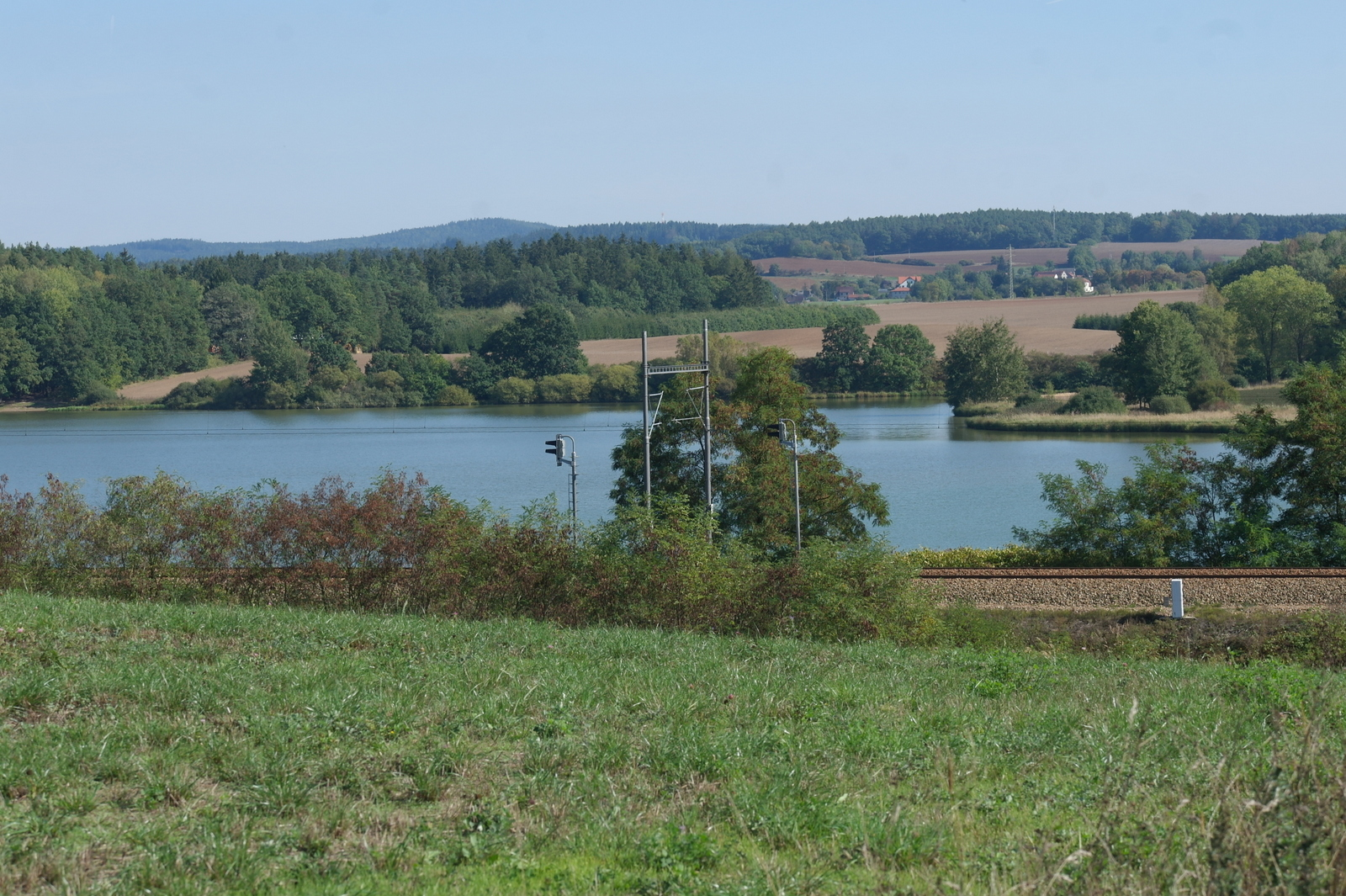
Étang Štěpánský.
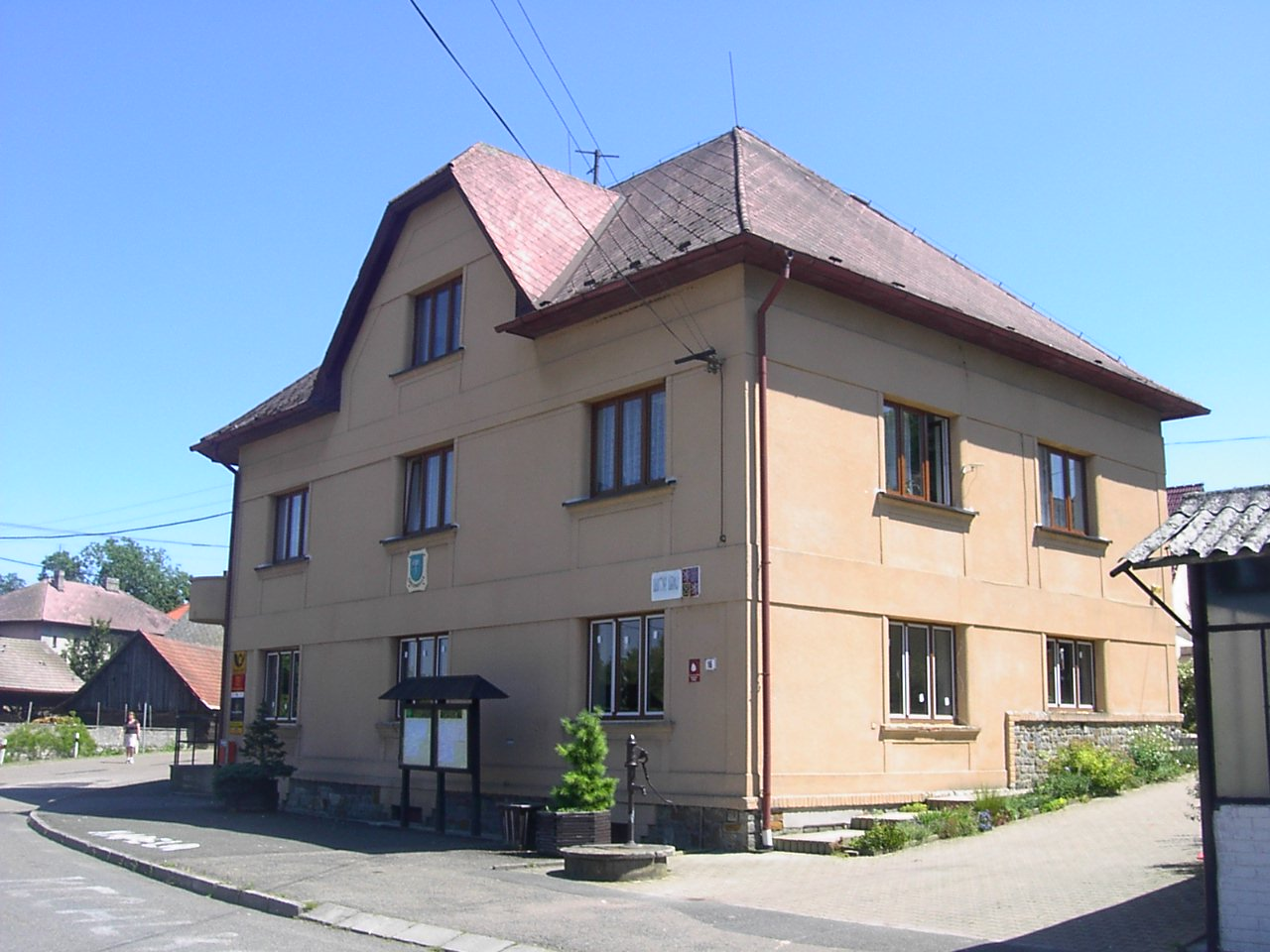
Cheznovice : mairie.

## Transports
Par la route, Cheznovice se trouve à 11 km de Zbiroh, à 21 km de Rokycany, à 33 km de Plzeň et à 67 km de Prague.